# Cántico por Leibowitz
Cántico por Leibowitz (título original en inglés: A Canticle for Leibowitz) es una novela de ciencia ficción escrita por Walter M. Miller y publicada en 1960, aunque la primera de las tres partes que la componen fue publicada previamente en 1959 en forma de relato. Es la única novela del autor publicada en vida.
Es una de las más notorias novelas postapocalípticas surgidas del miedo a la guerra nuclear que impregnaba la década de los 50. La novela logró el premio Hugo a la mejor novela del año 1961.

## Sinopsis
La Orden Albertiana de Leibowitz es una congregación fundada por un técnico tras el "Diluvio de Fuego" (la guerra nuclear) cuyo propósito es reunir y rescatar los textos del saber que desaparecieron pasto de las llamas y de la violencia de una humanidad enfurecida con los gobernantes y científicos que hicieron posible y permitieron tal desastre.
En tres partes que narran épocas separadas en 600 años, se cuenta cómo estos monjes guardan las migajas del saber humano durante los Años Oscuros mientras esperan la llegada de quienes comprenderán este legado de conocimientos y elevarán de nuevo a la humanidad al pedestal del poder, pero también del orgullo.
La primera parte, Fiat homo (hágase el hombre), se asemeja a la Alta Edad Media. El segundo periodo, Fiat lux (hágase la luz), se parece al Renacimiento. Se narra en esta segunda parte el redescubrimiento de la electricidad. En el tercer episodio, Fiat voluntas tua (hágase tu voluntad), la humanidad está ocupada en viajes espaciales y temerosa de un nuevo holocausto nuclear.